# Закон об ассигнованиях на чрезвычайную помощь (1935)
Закон об ассигнованиях на чрезвычайную помощь (англ. Emergency Relief Appropriation Act of 1935) — американский законодательный акт, принятый Конгрессом США в период Нового курса — в апреле 1935 года. «Большой закон» позволил начать масштабную программу общественных работ, в которую входили Управление промышленно-строительными работами общественного назначения (WPA), Администрация общественных работ (PWA), Национальная администрация по делам молодёжи (NYA), Администрация по переселению (RA), Администрацию электрификации сельских районов (REA) и другие программы, направленные на преодоление безработицы и экономического коллапса периода Великой депрессии.